# Rome-Napels-Rome
Rome-Napels-Rome was een Italiaanse wielerwedstrijd, die betwist werd tussen de steden Rome en Napels. Ze werd, met tussenpozen, gehouden van 1902 tot 1961.
De wedstrijd heette tot 1927 "Corsa del XX Settembre", daar ze werd gehouden op of rond 20 september. In de beginperiode werd de wedstrijd in één ruk gereden van Rome naar Napels en terug, de eerste editie was 460 km lang, of in twee etappes: Rome-Napels en Napels-Rome (editie 1910 bijvoorbeeld). In die periode was het een nationale Italiaanse wedstrijd, die soms meetelde voor het Italiaans kampioenschap wielrennen op de weg (van 1914 tot 1936 werd de Italiaanse kampioen aangewezen door optelling van punten vergaard in een aantal Italiaanse wedstrijden). In 1934 werd Learco Guerra dankzij zijn overwinning voor de vijfde maal Italiaans kampioen.
Na een onderbreking van 15 jaar werd de wedstrijd in 1950 opnieuw georganiseerd, ditmaal als een etappewedstrijd van ongeveer een week in het voorjaar onder de naam "GP Cyclomotoristico". Er kwamen nu ook buitenlandse deelnemers aan de start, waaronder vele toppers. De Fransman Jean Graczyk won de laatste editie van 1961.
Costante Girardengo is met vijf zeges recordhouder van het aantal overwinningen in Rome-Napels-Rome. Naast Italiaanse waren er vier Franse, twee Belgische (Stan Ockers en Jos Hoevenaars), een Zwitserse en een Nederlandse zege (Wout Wagtmans in 1957).

## Palmares
| Jaar | Winnaar             | Tweede               | Derde                        |
| ---- | ------------------- | -------------------- | ---------------------------- |
| 1902 | Ferdinando Grammel  | Alfredo Jacorrossi   | Enzo Spadoni                 |
| 1903 | Enzo Spadoni        | Angelo De Rossi      | Mancinelli                   |
| 1904 | Achille Galadini    | Pierino Albini       | Ferdinando Grammel           |
| 1905 | Eberardo Pavesi     | Giulio Modesti       | Alfredo Jacobini             |
| 1906 | Carlo Galetti       | Amadeo Baiocco       | Ferdinando Grammel           |
| 1907 | Giovanni Gerbi      | Alfredo Jacobini     | Umberto Zoffoli              |
| 1908 | Giovanni Gerbi      | Luigi Chiodi         | Luigi Ganna                  |
| 1909 | Giovanni Gerbi      | Eberardo Pavesi      | Pietro Aimo                  |
| 1910 | Mario Bruschera     | Luigi Ganna          | Carlo Galetti                |
| 1911 | Dario Beni          | Carlo Galetti        | Ugo Agostoni                 |
| 1912 | Dario Beni          | Giuseppe Santhia     | Gino Brizzi                  |
| 1913 | Costante Girardengo | Giosue Lombardi      | Carlo Galetti en Luigi Ganna |
| 1914 | Dario Beni          | Ugo Agostoni         | Giuseppe Pifferi             |
| 1919 | Alfredo Sivocci     | Giuseppe Azzini      | Giosue Lombardi              |
| 1920 | Angelo Marchi       | Lauro Bordin         | Nicola Di Biase              |
| 1921 | Costante Girardengo | Gaetano Belloni      | Federico Gay                 |
| 1922 | Costante Girardengo | Federico Gay         | Emilio Petiva                |
| 1923 | Costante Girardengo | Giuseppe Azzini      | Federico Gay                 |
| 1924 | Romolo Lazzaretti   | Michele Gordini      | Costante Girardengo          |
| 1925 | Costante Girardengo | Gaetano Belloni      | Adriano Zanaga               |
| 1926 | Alfredo Binda       | Leonardo Frascarelli | Giuseppe Pancera             |
| 1927 | Giuseppe Pancera    | Pietro Fossati       | Michele Gordini              |
| 1928 | Antonio Negrini     | Luigi Giacobbe       | Pietro Fossati               |
| 1929 | Gaetano Belloni     | Domenico Piemontesi  | Pietro Bestetti              |
| 1930 | Michele Mara        | Raffaele Di Paco     | Domenico Piemontesi          |
| 1934 | Learco Guerra       | Umberto Guarducci    | Isidoro Piubellini           |
| 1950 | Jean Robic          | Fausto Coppi         | Louison Bobet                |
| 1951 | Ferdi Kübler        | Guido De Santi       | Nedo Logli                   |
| 1952 | Fiorenzo Magni      | Stan Ockers          | Jean Robic                   |
| 1953 | Fiorenzo Magni      | Stan Ockers          | Bruno Monti                  |
| 1954 | Bruno Monti         | Fausto Coppi         | Rik Van Steenbergen          |
| 1955 | Bruno Monti         | Nino Defilippis      | Fausto Coppi                 |
| 1956 | Stan Ockers         | Bruno Monti          | Charly Gaul                  |
| 1957 | Wout Wagtmans       | Miguel Poblet        | Aldo Moser                   |
| 1958 | Jos Hoevenaars      | Miguel Poblet        | Giuseppe Fallarini           |
| 1959 | Louison Bobet       | Gastone Nencini      | Armando Pellegrini           |
| 1960 | Louison Bobet       | Wout Wagtmans        | Carlo Brugnami               |
| 1961 | Jean Graczyk        | Graziano Battistini  | Hilaire Couvreur             |